# Prodorylaimus longicaudatus
Prodorylaimus longicaudatus is een rondwormensoort. De wetenschappelijke naam van de soort is voor het eerst geldig gepubliceerd in 1874 door Bütschli.